# 青甘锦鸡儿
青甘锦鸡儿（学名：Caragana tangutica），为豆科锦鸡儿属下的一个种。

## 扩展阅读
維基物種上的相關：青甘锦鸡儿